# Bubble Yum
Bubble Yum es una marca de chicles comercializados por The Hershey Company. 
Introducido en 1975 por la compañía Lifesavers, la goma de mascar popular fue el primer chicle suave jamás antes creado. Bubble Yum rápidamente se hizo tan popular entre los niños y adolescentes que en 1976, Lifesavers tuvo que reducir su comercialización, a fin de que la producción pudiera abastecer la gran demanda que había. 
En 1977, comenzaron los rumores de que el secreto de  la goma suave masticable, era la adición de huevos de araña. Las ventas empezaron a caer notablemente en el área de Nueva York de los Estados Unidos. En marzo, la empresa LifeSavers abordó la cuestión con una refutación oficial a página completa en importantes periódicos EE. UU. (incluyendo el New York Times), para disipar los rumores y restaurar la confianza pública. Las ventas de la goma de mascar pronto superaron las ventas de los dulces LifeSavers, y se convirtió en la más popular de la marca. Nabisco compró LifeSavers en 1981, y The Hershey Company adquirió la marca en 2000. 
La mascota oficial actual de Bubble Yum es Floyd D. Duck, un antropomórfico personaje pato estilo punk.